# Нуэва Помпея (Буэнос-Айрес)
Нуэва Помпея (исп. Nueva Pompeya) — один из 48 районов Буэнос-Айреса, Аргентина. Расположенный на юге города, это один из наиболее пролетарских[стиль] районов. В районе жил поэт и автор танго Homero Manzi, автор "tango Sur". 

## География
Согласно Закону города № 2329, принятому 10 мая 2007 года, границы района были определены следующим образом, чтобы они соответствовали Закону коммуны. Эстебан Бонорино составил план района который граничил с улицами, с Авенида Грал. Ф. Фернандес де ла Круз, Агустин де Ведия, Авенида Риэстра, Дель Барко Сентенера, Авенида Кобо, Авенида Касерос, Авенида Альмафуэрте, Хосе Кортеярена, Качи, железной дорогой Gral. Belgrano, Авенида Амансио Алькорта, Игуасу. Район граничит с районами Вилья-Солдати на западе, Флорес, Парке-Чакабуко и Боэдо на севере, на северо-востоке с Парке-Патрисьос и Барракас на востоке, а с муниципалитетами Пинейро и Валентин Алсина на юге. Находится в коммуне 4. До 2007 года границы района были определены следующими улицами. Эстебан Бонорио, Авенида Грал. Ф. Фернандес де ла Круз, Варела, Авенида Риэстра, Дель Барко Сентенера, Авенида Кобо, Авенида Касерос, Авенида Альмафуэрте, Качи, железной дорогой Gral. Belgrano, и Завалета и Ричауэло.

## История
Район был назван в честь церкви, посвященной Богоматери Розарии Помпеи, построенной в 1900 году монахами-капуцинами. До тех пор, он был известен как район «Лягушки» или «Мытые». Это название произошло потому, что он расположен в болотистой местности вдоль реки, которая является южной границей города. В районе ранее было очень маленькое население, с репутацией скандалистов. Население в основном работало на забое скота, в бойнях расположенных рядом с районом Парке-Патрисьос. Термин "лягушки" на сленге Буэнос-Айреса, означает умный и хитрый, и предполагает что это название отражает дух жителей района "Лягушки".

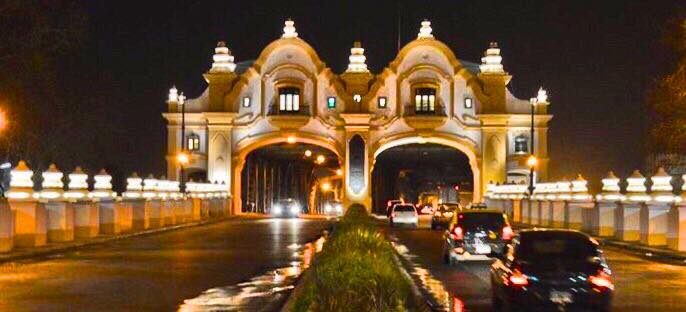
Мост Алсина в 2002 году (бывший мост Хосе Феликс Урибуру).

Авенида Саенс была названа в честь священника и первого ректора Университета Буэнос-Айреса доктора Антонио Саэнса, неофициально имеет название "Авенида Кости" ввиду большого количества костей крупного рогатого скота, который умер до достижения им бойни.
В районе имеются многочисленные продуктовые магазины, бары, магазины для музыкантов и гитаристов. Один из них, магазин María Adelia, ранее служил в качестве полевого госпиталя в боевых действиях в 1880 году между движениями за и против принятия городом статуса Федеральная столица. Другой известный продуктовый магазин La Blanqueada. Оба сейчас работают в качестве музеев.
В начале двадцатого века район начали заселять фабричные рабочие, благодаря политике продажи земли по низким ценам. В то же время здесь группа молодых людей основала Спортивный клуб Уракан, но через несколько лет, клуб переехал в соседний район Парке-Патрисьос и теперь этот район считается местом рождения клуба.

## Внешний вид
В течение века здания района приобрели современный внешний вид. В 1938 году здесь был построен мост через Матансу который был украшен арками и колоннами в неоколониальном стиле. Характеристика района, складывается несколькими достопримечательностями: Мост Альсина, одноэтажные дома, таунхаусы, которые начали строиться в конце 30-х годов, были построены для работников на площади 8,035 м² по Авениде Саэнс и подарены мэрией города Буэнос-Айрес указом 10191 от 12/30/1938 и в 1952 году произошло открытие плавательного бассейна 27 метров в длину и 12 метров в ширину. В настоящее время бассейном управляет один из клубов в районе, Club Social y Deportivo Franja de Oro.
Район пересекают многочисленные автобусные маршруты, большинство из которых проходит по Авенида Саэнс, которая соединяет район Буэнос-Айрес Нуэва Помпея с департаментом Валентин Алсина. В обоих происходило закрытие и разорение банков, скотобоен и металлургических предприятий. Их начали закрывать в 1970-е, 1980-е и 1990-е годы прошлого века, в связи с трудной экономической ситуацией, которая отрицательно повлияла на производство. Тем не менее сохранились, промышленные склады, навесы, мастерские.
Население микрорайона La Villa 21 состоит из креолов и иммигрантов. Микрорайон Espora состоит на учёте в департаменте экономики, в нём живут более 800 семей.